# هیدرازون

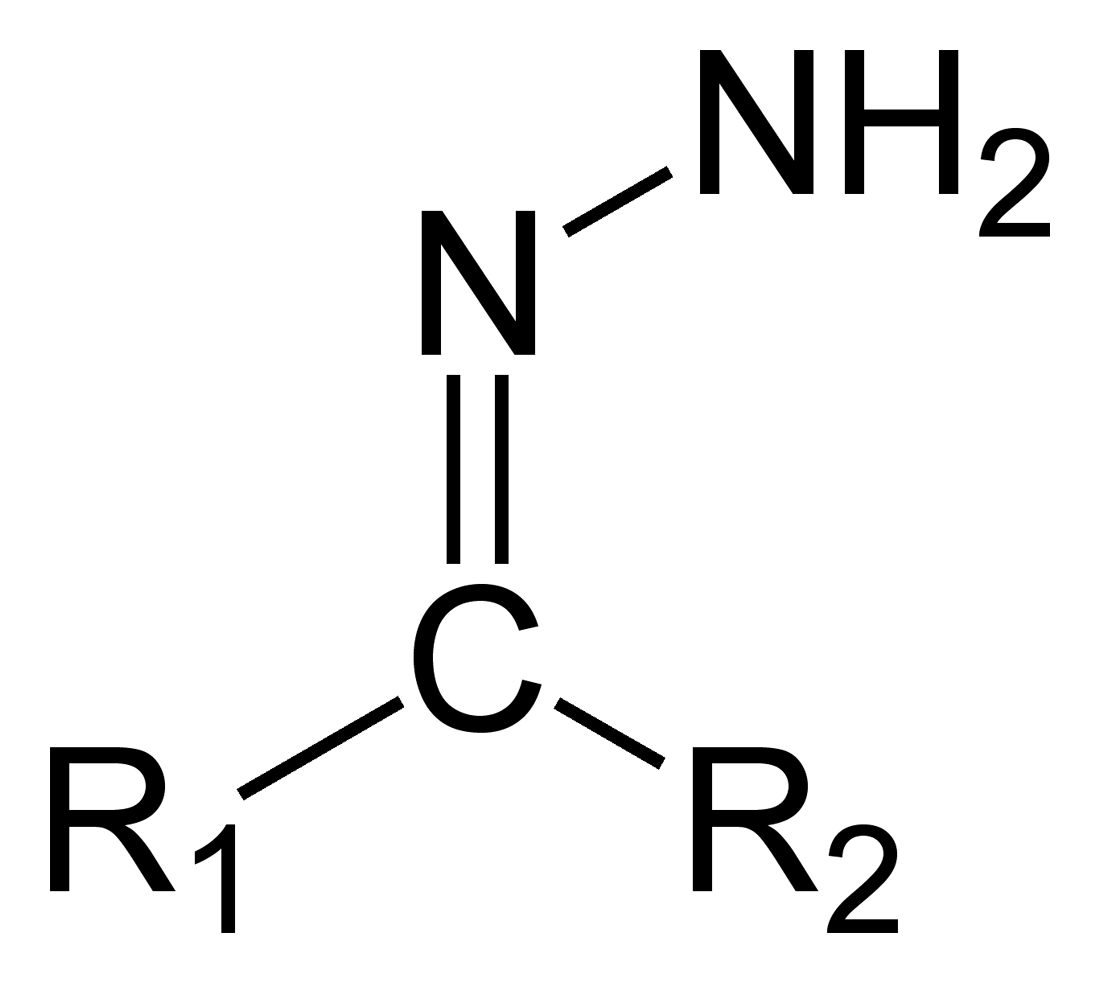
ساختار عمومی هیدرازون ها

هیدرازون(به انگلیسی: Hydrazone) گروهی از ترکیبات آلی است که همانند آلدهیدها یا کتون ها هستند،با این تفاوت که به جای اتم اکسیژن یک گروه NNH2 جایگزین شده‌است. این مواد عمدتاً از واکنش هیدرازین با کتونها یا آلدهیدها ایجاد می‌شوند.

## نگارخانه

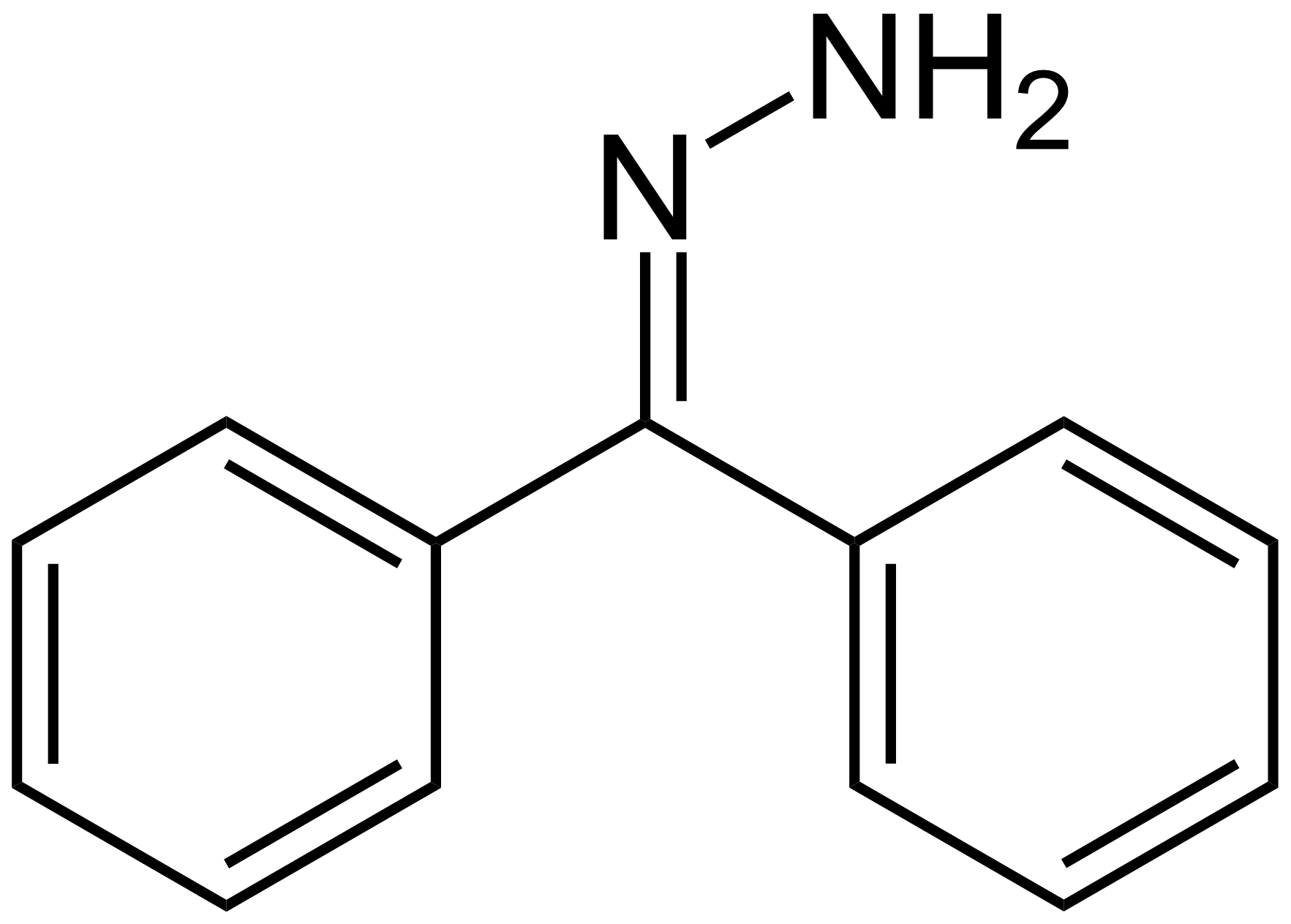